# Idjwi
Idjwi este un oraș în  provincia Sud-Kivu, Republica Democrată Congo. În 2012 avea o populație de 4 784 de locuitori, iar în 2004 avea 3 883.